# Гудзабар
Гудзабар (осет. Гудзабар, груз. გუჯაბაური — Гуджабаури) — село в Закавказье, расположенное в Цхинвальском районе Южной Осетии, де-факто контролирующей его территорию. Фактически является южным пригородом Цхинвала. Согласно юрисдикции Грузии — в Горийском муниципалитете

## География
Село находится к югу от Цхинвала (фактически слилось с ним и стало его южным пригородом) на правом берегу реки Большая Лиахва на границе с собственно Грузией.

## Население
По переписи 1989 года из 1070 жителей осетины составили 58 % (621 чел.), грузины — 42 % (449 чел.). После событий начала 1990-х годов (и после) село, оказавшееся на пути огня и перестрелок с Цхинвалом, опустело: прежде всего выехало грузинское население. По переписи 2015 года — 894 человека.

## История
В разгар южноосетинского конфликта село неоднократно становилось объектом обстрелов (со стороны грузинских сёл Никози и Эргнети).
Находится под контролем властей РЮО. После войны Августа 2008 года для охраны границы с собственно Грузией в селе был размещён военно-пограничный пост. Также после войны в сложилось плотное пригородное сельское поселение, населённое осетинами и южноосетинскими грузинами.

## Топографические карты
- Лист карты K-38-64 Цхинвали. Масштаб: 1 : 100 000. Состояние местности на 1987 год. Издание 1989 г.